# Parlamentswahl in Mauretanien 2006
Die Parlamentswahl in Mauretanien 2006 (arabisch الانتخابات البرلمانية الموريتانية 2006, DMG al-Intiḫābāt al-barlamāniyya al-mūrītāniyya 2006, französisch Élections législatives mauritaniennes de 2006, en.: Parliamentary elections) wurden am 19. November 2006 in Mauretanien durchgeführt, mit einer zweiten Wahlrunde am 3. Dezember. Mindestens 28 politische Parteien konkurrierten um Sitze in der Nationalversammlung, dem Unterhaus des Parlaments. Islamistische Parteien waren verboten, doch viele Islamisten traten als unabhängige Kandidaten an. Bei der Wahl standen 95 Sitze in der Nationalversammlung sowie über 200 Sitze in Kommunalräten zur Wahl.
Etwa 600 unäbhängige Kandidaten traten in der Wahl an, von denen sich viele in der Nationalen Sammlung der Unabhängigen (RNI) zusammengeschlossen hatten. Viele Mitglieder der RNI waren früher Mitglieder der Parti républicain démocratique pour le renouvellement (PRDS) des ehemaligen Präsidenten Maaouya Ould Sid’Ahmed Taya.

## Ergebnisse
Noch bevor die Stimmenauszählung im ersten Wahlgang abgeschlossen war, verkündete Ahmed Ould Daddah den Sieg seiner Partei, der Rassemblement des forces démocratiques (RFD, تكتل القوى الديمقراطية‎), und bezeichnete sie als „größte politische Kraft des Landes“. Zudem behauptete er, dass die Achtparteienkoalition, zu der auch die RFD gehörte, die Mehrheit errungen habe. Auch die Alliance populaire progressiste (People’s Progressive Alliance, APP), eine Partei für ehemalige Sklaven, die ebenfalls Teil der Koalition ist, und die Parti républicain démocratique pour le renouvellement hatten Berichten zufolge gute Ergebnisse erzielt.
Die Ergebnisse der ersten Runde bestätigten ein starkes Ergebnis der RFD, die 12 der 43 ausgeschriebenen Sitze errang. Auch die unabhängigen Kandidaten schnitten gut ab und gewannen 24 Sitze. Bei 52 Sitzen konnten die Kandidaten jedoch keine Mehrheit erreichen und diese Sitze mussten in der zweiten Wahlrunde ermittelt werden. Nach der zweiten Runde am 3. Dezember verfügte die Koalition der ehemaligen Oppositionsparteien über 39 Sitze (davon 15 für die RFD), zusätzlich kamen zwei Sitze für Unabhängige hinzu, die die Koalition unterstützten. Die Unabhängigen errangen 41 Sitze, von denen 39 auf die RNI entfielen. Die ehemalige Regierungspartei errang sieben Sitze.
17,89 % der gewählten Abgeordneten waren weiblich.
Messaoud Ould Boulkheir von der APP wurde am 26. April 2007 zum Präsidenten der Nationalversammlung gewählt. Bei der Abstimmung waren 93 Abgeordnete anwesend, und 91 von ihnen stimmten für Ould Boulkheir; zwei weitere Abgeordnete, Babah Ould Ahmed Babou und El Arbi Ould Jideyne, erhielten jeweils eine Stimme.
| Partei               | Partei                                                             | 1. Runde | 1. Runde | 1. Runde | 1. Runde | 1. Runde | 2. Runde | 2. Runde |
| Partei               | Partei                                                             | Stimmen  | %        | +/−      | Sitze    | +/−      | Sitze    | +/−      |
| -------------------- | ------------------------------------------------------------------ | -------- | -------- | -------- | -------- | -------- | -------- | -------- |
|                      | Rassemblement des forces démocratiques (RFD)                       |          |          |          | 12       |          | 15       |          |
|                      | Union des forces du progrès (UFP)                                  |          |          |          | 3        |          | 8        |          |
|                      | Parti républicain démocratique pour le renouvellement              |          |          |          | 4        |          | 7        |          |
|                      | Alliance populaire progressiste (APP)                              |          |          |          | 4        |          | 5        |          |
|                      | Rassemblement pour la Démocratie et l'Unité                        |          |          |          | 2        |          | 3        |          |
|                      | Union pour la démocratie et le progrès                             |          |          |          | 1        |          | 3        |          |
|                      | APP–HATEM                                                          |          |          |          | 0        |          | 2        |          |
|                      | Rénovation Démocratique                                            |          |          |          | 2        |          | 2        |          |
|                      | Parti mauritanien de l’union et du changement                      |          |          |          | 2        |          | 2        |          |
|                      | RFP–UFP                                                            |          |          |          | 0        |          | 2        |          |
|                      | Alternative                                                        |          |          |          | 0        |          | 1        |          |
|                      | Rassemblement national pour la liberté, la démocratie et l'égalité |          |          |          | 1        |          | 1        |          |
|                      | Front Populaire                                                    |          |          |          | 1        |          | 1        |          |
|                      | Parti unioniste démocratique et socialiste                         |          |          |          | 1        |          | 1        |          |
|                      | Union du centre démocratique                                       |          |          |          | 1        |          | 1        |          |
|                      | Unabhängige                                                        |          |          |          | 10       |          | 41       |          |
| Gesamt               | Gesamt                                                             | 788029   | 100,00   |          | 43       |          | 95       |          |
| Gültige Stimmen      | Gültige Stimmen                                                    | 665313   | 84,43    |          |          |          |          |          |
| Ungültige Stimmen    | Ungültige Stimmen                                                  | 122716   | 15,57    |          |          |          |          |          |
| Wahlbeteiligung      | Wahlbeteiligung                                                    | 1073287  | 73,42    |          |          |          |          |          |
| Wahlberechtigte      | Wahlberechtigte                                                    | 1461845  | 100,00   |          |          |          |          |          |
| IPU. archive.ipu.org |                                                                    |          |          |          |          |          |          |          |
|                      |                                                                    |          |          |          |          |          |          |          |